# Gustaf Franzén (ishockeyspelare)
Gustaf Franzén, född 22 september 1996 i Valdemarsvik, Sverige, är en svensk professionell ishockeyspelare. Från säsongen 2021/2022 spelar Franzén för BIK Karlskoga.

## Klubbar
- HV71 (2013/2014)
- Kitchener Rangers (2014/2015–2015/2016)
- Örebro HK (2016/2017)
- HC Vita Hästen (2016/2017) (lån från Örebro HK)
- IK Oskarshamn (2019/2020–2020/2021)
- BIK Karlskoga (2018/2019, 2020/2021 (lån från IK Oskarshamn), 2021/2022)